# Evelien van der Molen
Evelien Johanna van der Molen (Nederhorst den Berg, 17 oktober 1984) is een Nederlandse geluidsontwerper en winnares van een Gouden Kalf in 2022 voor haar sounddesign in de film Captain Nova. Ze is daarmee de eerste vrouwelijke geluidsontwerper die een gouden kalf uitgereikt heeft gekregen.
Van der Molen studeerde aan de Filmacademie, waar zij in 2009 haar diploma haalde. Ze werkte mee aan televisieseries als De regels van Floor en Zenith.
Ze heeft haar eigen bedrijf Evelien Geluid en is aangesloten bij de vof West Side Studio in Amsterdam.
Van der Molen was in 2021 jurylid van de Topkapi Films Fictie Prijs.
Naast haar werk als geluidsontwerper is zij tevens coach aan de Nederlandse filmacademie.

## Filmografie

### Films
| Jaar | Titel                        | Opmerkingen               |
| ---- | ---------------------------- | ------------------------- |
| 2009 | Komt een vrouw bij de dokter | geluidseditor             |
| 2010 | De gelukkige huisvrouw       | geluidseditor             |
| 2010 | New Kids Turbo               | geluidsassistent          |
| 2011 | Nina Satana                  | geluidsassistent          |
| 2012 | Doodslag                     | assistent geluidsrecorder |
| 2013 | APP                          | geluidseffecten-editor    |
| 2014 | T.I.M.                       | eerste assistent-geluid   |
| 2014 | Afscheid van de maan         | geluidseffecten-editor    |
| 2014 | Infiltrant                   | geluidseffecten-editor    |
| 2016 | Out of Love                  | geluidseffecten-editor    |
| 2016 | Vlaznost                     | geluidsontwerper          |
| 2017 | Quality Time                 | geluidsontwerper          |
| 2017 | Broers                       | geluidsontwerper          |
| 2018 | Gelukzoekers                 | effecten-editor           |
| 2018 | Gewoon vrienden              | effecten-editor           |
| 2018 | In Limbo                     | geluidsontwerper          |
| 2020 | Goud                         | geluidsontwerper          |
| 2020 | Rundfunk: Jachterwachter     | geluidsontwerper          |
| 2021 | Pleasure                     | geluidsontwerper          |
| 2021 | Captain Nova                 | geluidsontwerper          |

### Televisieseries
| Jaar      | Titel                   | Opmerkingen            |
| --------- | ----------------------- | ---------------------- |
| 2008      | S1NGLE                  | geluidsassistent       |
| 2012      | Lijn 32                 | assistent geluid       |
| 2014      | Celblok H               | dialoog-editor         |
| 2017      | Van God Los             | geluidseditor          |
| 2017-2022 | Zenith                  | geluidsontwerper       |
| 2018      | De regels van Floor     | geluidsontwerper       |
| 2019      | Zeven kleine criminelen | geluidsontwerper       |
| 2021      | Kamp Koekieloekie       | geluidsontwerper       |
| 2021      | Deep Shit               | geluidseffecten-editor |